# Schizoprymnus temporalis
Schizoprymnus temporalis är en stekelart som beskrevs av Vladimir Ivanovich Tobias 1966. Schizoprymnus temporalis ingår i släktet Schizoprymnus och familjen bracksteklar. Inga underarter finns listade i Catalogue of Life.